# 3. august
3. august er dag 215 i året i den gregorianske kalender (dag 216 i skudår). Der er 150 dage tilbage af året.
Nikodemus dag. Nikodemus var en jødisk skriftklog, der blandt andet omtales i Johannesevangeliet.

### Begivenheder
Født - Dødsfald
- 1492 - Christopher Columbus står ud af Palos havn i Spanien med 3 små skibe Santa Maria, Pinta og Nina for at finde søvejen til Indien.
- 1778 - La Scala Operaen i Milano åbnes.
- 1783 - Et voldsomt udbrud af vulkanen Asama i Japan koster 35.000 mennesker livet.
- 1858 - Under søgen efter Nilens kilder ser den engelske opdagelsesrejsende John Hanning Speke som den første europæer Victoriasøen og navngiver den efter dronning Victoria.
- 1907 - I Portugal erklæres søndag for hviledag ved kongeligt dekret.
- 1910 - Mesterbryderen Magnus Bech-Olsen indvier en cirkusbygning i træ på  Åboulevarden i København.
- 1914 - Det første skib passerer gennem den nye Panamakanal.
- 1914   - Få dage inde i 1. verdenskrig erklærer Tyskland krig mod Frankrig. Tyrkiet og Italien erklærer sig neutrale.
- 1923 - Vicepræsident Calvin Coolidge indsættes som præsident for USA efter den valgte præsident, Warren G. Hardings død dagen forinden.
- 1926 - Englands første trafiklys sættes op ved Piccadilly Circus.
- 1936 - Jesse Owens vinder 100 meter løbet ved sommer-OL 1936 i Berlin, den første af hans i alt fire guldmedaljer ved legene.
- 1938 - I Italien udelukkes jøder fra universiteterne.
- 1940 - Under 2. verdenskrig invaderer Italien Britisk Somaliland.
- 1951 - USA ophæver alle toldbegunstigelser de kommunistiske lande fik under 2. verdenskrig.
- 1958 - Den atomdrevne amerikanske ubåd USS Nautilus passerer under Nordpolen.
- 1960 - Niger opnår uafhængighed fra Frankrig.
- 1981 - Den 49-årige forhenværende inspektør ved Nationalmuseet, Erik Kjersgaard, udnævnes til chef for Den Gamle By i Århus.
- 1983 - Den svenske statsminister Olof Palme sender en skarp protest til den danske regering om at standse olieefterforskninger ved Hesselø, indtil grænsedragningen er forhandlet.
- 1987 - Rigsrevisionen kritiserer Danida for fejlskøn, efterladenhed og undertrykkelse af kritik i forbindelse med et mislykket hjælpeprogram i Indien til 400 millioner kroner.
- 2001 - Vicekoncernchef i SAS Vagn Sørensen går af som følge af kartelsagen.
- 2008 - Tennisspilleren Caroline Wozniacki vinder sin første WTA-turnering, Nordic Light Open i Stockholm. Hun er på det tidspunkt nummer 26 på verdensranglisten.

### Født
- 1770 - Frederik Vilhelm 3., preussisk konge (død 1840).
- 1801 - Joseph Paxton, engelsk havearkitekt (død 1865).
- 1867 - Stanley Baldwin, britisk statsmand og industrimand (død 1947).
- 1872 - Haakon 7., norsk konge (død 1957).
- 1905 - Karin Nellemose, dansk skuespiller (død 1993).
- 1908 - Birgit Cullberg, svensk balletdanser og koreograf (død 1999).
- 1920 - P.D. James, engelsk forfatter (død 2014).
- 1924 - Leon Uris, amerikansk forfatter (død 2003).
- 1926 - Tony Bennett, amerikansk sanger (død 2023).
- 1928 - Henning Moritzen, dansk skuespiller og sceneinstruktør (død 2012).
- 1932 - Niels I. Meyer, dansk fysikprofessor, politiker og samfundsdebattør (død 2023).
- 1938 - Rina Dahlerup, dansk tegner.
- 1940 - Martin Sheen, amerikansk filmskuespiller.
- 1941 - Esben Høilund Carlsen, dansk filminstruktør (død 2011).
- 1941   - Martha Stewart, amerikansk mediepersonlighed.
- 1946 - Jack Straw, engelsk politiker og minister.
- 1950 - John Landis, amerikansk filminstruktør.
- 1953 - Osvaldo Ardiles, argentinsk fodboldspiller.
- 1958 - Kurt Thiim, dansk racerkører.
- 1960 - Kim Milton Nielsen, dansk fodbolddommer og it-chef.
- 1963 - James Hetfield, amerikansk rocksanger i Metallica.
- 1964 - Abhisit Vejjajiva, thailandsk politiker.
- 1967 - Palle Knudsen, dansk operasanger.
- 1975 - Line Kruse, dansk skuespiller.
- 1977 - Tom Brady, amerikansk fodboldspiller fra USA.
- 1989 - Jules Bianchi, fransk racerfører. (død 2015).

### Dødsfald
- 1387 - Oluf 2., dansk konge (født 1370).
- 1460 - Jakob 2., skotsk konge (født 1430).
- 1857 - Eugène Sue, fransk forfatter (født 1804).
- 1924 - Joseph Conrad, polsk-engelsk forfatter (født 1857).
- 1939 - August Enna, dansk komponist (født 1859).
- 1954 - Colette, fransk forfatter (født 1873).
- 1966 - Lenny Bruce, amerikansk komiker (født 1925).
- 1977 - Makarios, cypriotisk ærkebiskop og politiker (født 1913).
- 1983 - Helge Bonnén, dansk pianist og komponist (født 1896).
- 1995 - Ida Lupino, engelsk-amerikansk skuespiller og instruktør (født 1914).
- 1998 - Alfred Schnittke, russisk komponist (født 1934).
- 2004 - Henri Cartier-Bresson, fransk fotograf (født 1908).
- 2006 - Elisabeth Schwartzkopf, tysk-østrigsk sopran (født 1915).
- 2007 - Peter Thorup dansk guitarist, sanger, komponist og producer (født 1948).

|  | Denne datoartikel kan blive bedre, hvis der indsættes et (bedre) billede Du kan hjælpe ved at afsøge Wikimedia Commons for et passende billede eller uploade et godt billede til Wikimedia Commons iht. de tilladte licenser og indsætte det i artiklen. |